# Narodziny Zbigniewa: Pudelsi grają Dupą
Narodziny Zbigniewa – trzeci album zespołu Püdelsi. Został wydany w roku 1997 przez wytwórnię Music Corner Records. Płyta jest hołdem dla tragicznie zmarłego Piotra Marka – lidera undergroundowej formacji Düpą, która dała początek Püdelsom.

## Spis utworów
źródło:.
1. „Tango – spiżowy ratler” – 3:40
2. „Wyro pudla” – 4:09
3. „Rege – kocia muzyka” – 2:50
4. „Babaluba” – 2:25
5. „Małpi hymn” – 3:30
6. „Muchafcuksze” – 3:45
7. „Msza – IV” – 5:53
8. „Tramwaj – kotek mamrotek” – 4:25
9. „Hoża moyra” – 5:05
10. „Narodziny Zbigniewa” – 9:28

## Muzycy
źródło:.
- Andrzej Bieniasz – gitary, śpiew
- Franz Dreadhunter – gitara basowa
- Maciej Maleńczuk – śpiew
- Andrzej Potoczek – gitary, śpiew
- Artur Hajdasz – perkusja
- Maciej Biedrzycki – saksofon
- Czesław Minkus – trąbka
- Edyta Kulbacka – śpiew